# Słuczanka
Słuczanka (białorus. Случанка) – wieś w Polsce położona w województwie podlaskim, w powiecie białostockim, w gminie Gródek.
W latach 1975–1998 miejscowość administracyjnie należała do województwa białostockiego.
Według Pierwszego Powszechnego Spisu Ludności w 1921 r. wieś liczyła 3 domostwa, które zamieszkiwały 33 osoby. Zdecydowana większość mieszkańców Słuczanki w liczbie 30 zadeklarowało wyznanie prawosławne, zaś pozostałe 3 rzymskokatolickie. Podział religijny mieszkańców miejscowości pokrywał się z ich strukturą etniczną, bowiem 30 mieszkańców podało białoruską przynależność narodową, a 3 polską.
Prawosławni mieszkańcy wsi należą do parafii Narodzenia Najświętszej Marii Panny w Gródku, a wierni kościoła rzymskokatolickiego do parafii Najświętszego Serca Pana Jezusa w Gródku.

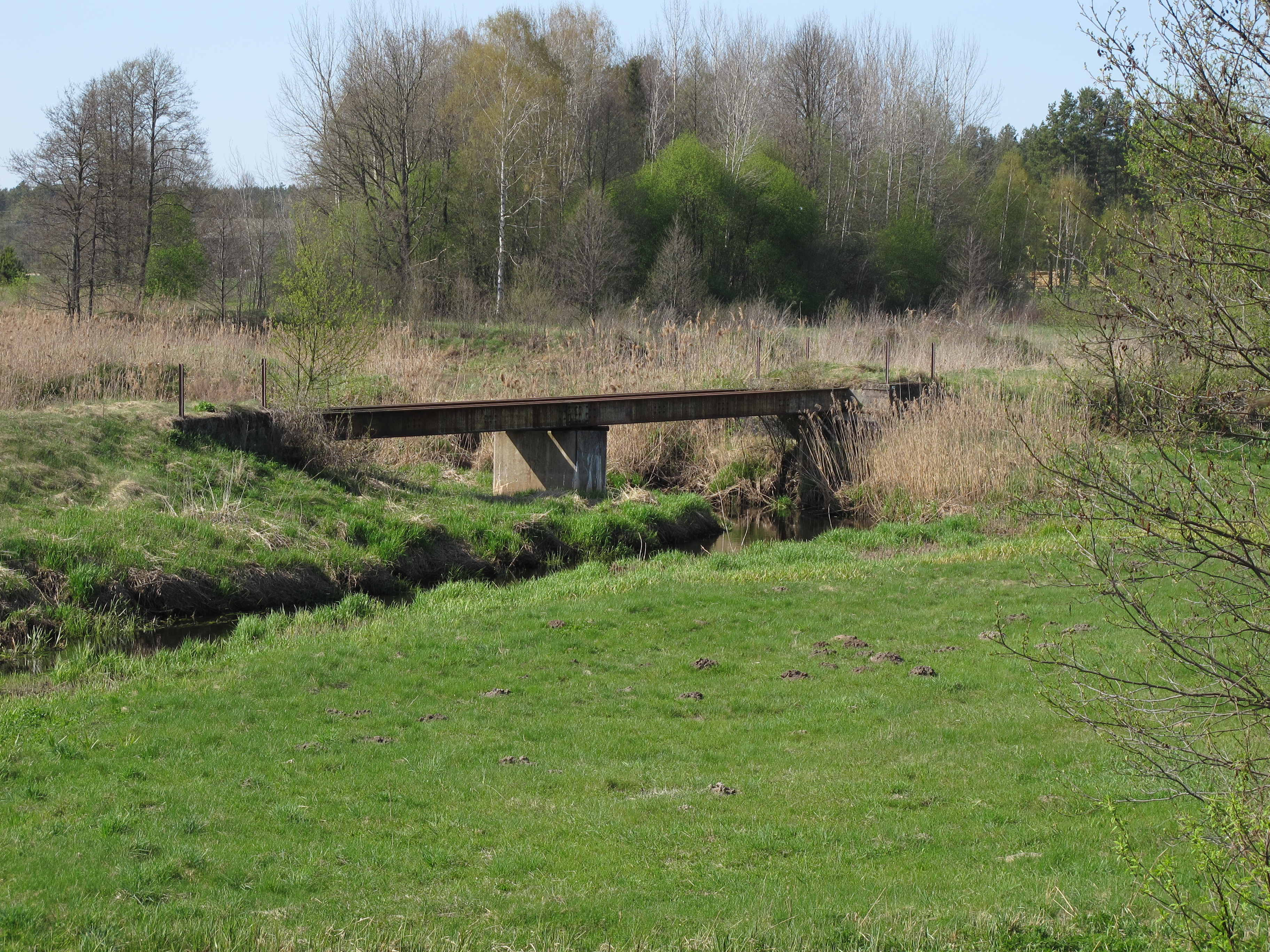
Pozostałości mostu leśnej kolejki wąskotorowej w pobliżu wsi
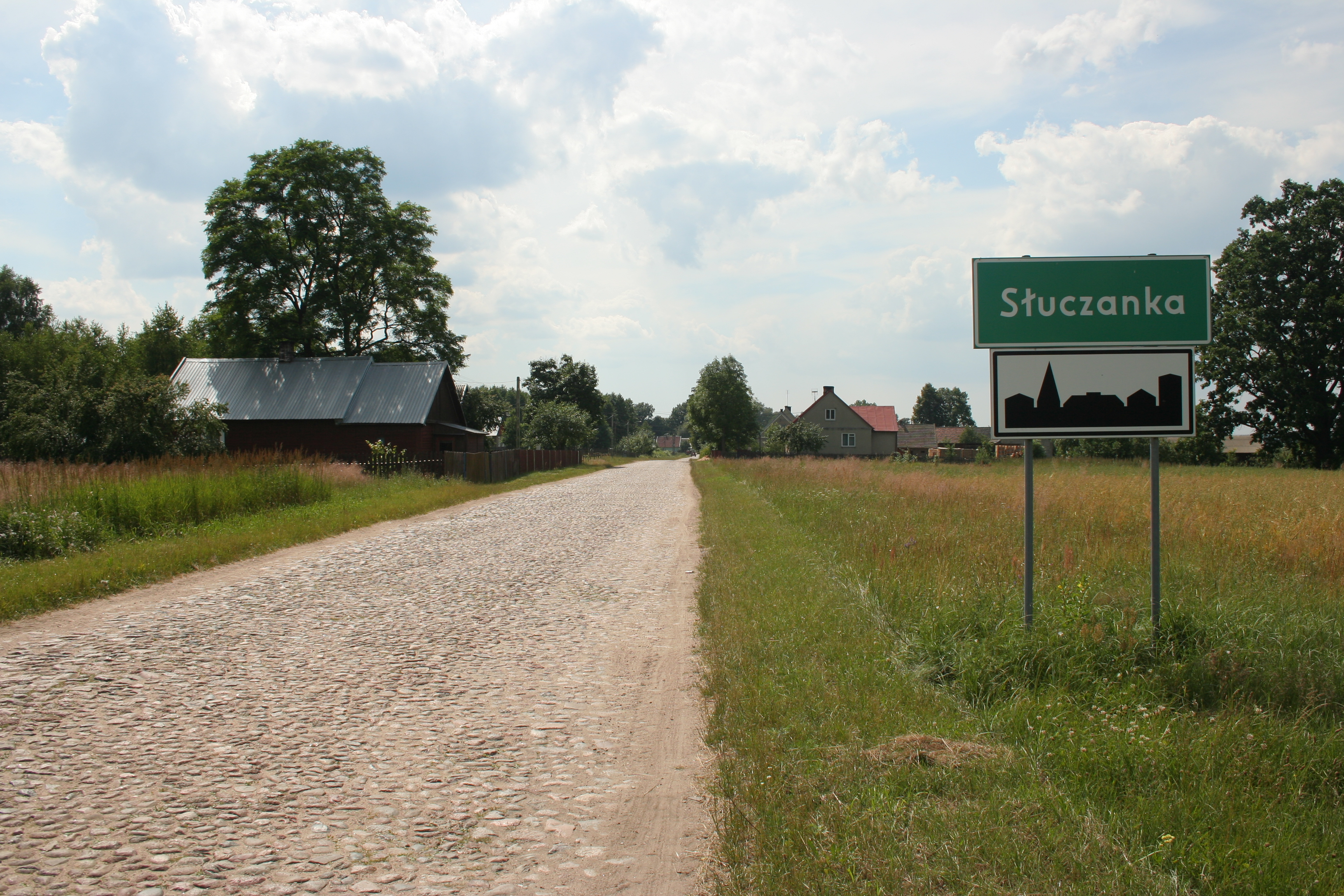
Wjazd do wsi od Waliły-Dworu